# Rhabdamia cypselurus
A Rhabdamia cypselurus a sugarasúszójú halak (Actinopterygii) osztályához a sügéralakúak (Perciformes) rendjéhez, ezen belül a kardinálishal-félék (Apogonidae) családjához tartozó faj.

## Előfordulása
A Rhabdamia cypselurus az Indiai-óceánban és a Csendes-óceán nyugati felén fordul elő. Kelet-Afrikától a Marshall-szigetekig található meg. Elterjedési területének az északi határát a Rjúkjú-szigetek, míg délen Pápua Új-Guinea képezi. Újabban Tonga vizeiben is észrevették.

## Megjelenése
A hal legfeljebb 6 centiméter hosszú.

## Életmódja
A Rhabdamia cypselurus trópusi, tengeri halfaj, amely a korallzátonyokon él. 3-13 méteres mélységben található meg. Nagy rajokban úszik. Gyakran a Rhabdamia gracilisszal társul, hatalmas rajokat alkotva. Éjszaka a rajok szétválnak és az egyedek planktonra vadásznak.